# Église Saint-Paul de Saint-Pal-de-Chalencon
Pour les articles homonymes, voir église Saint-Paul.
L'église Saint-Paul est une église catholique située en France sur la commune de Saint-Pal-de-Chalencon, dans la région Auvergne-Rhône-Alpes.

## Localisation
L'église est située dans le département français de la Haute-Loire, sur la commune de Saint-Pal-de-Chalencon, dans l'ancienne région administrative d'Auvergne.

## Historique
L'église, relevant du monastère de La Chaise-Dieu, possède des éléments romans d'origine, notamment deux travées de la nef. Les parties comme l'abside et les chapelles du côté nord ont été reconstruites au XVe siècle, tandis qu'un collatéral sud a été ajouté au XVIIe ou XVIIIe siècle. Des travaux de restauration ont été entrepris au XIXe siècle, comprenant la construction de quatre petits magasins de marché sous la sacristie en 1855. La flèche du clocher a été érigée en 1864-1865.

## Mobilier
Plusieurs éléments sont inscrits au titre des objets mobiliers :
- Statues
  - statue : Vierge noire et l'Enfant Jésus[2] ;
  - statue : Sainte Philomène[3] ;
  - statue : Saint François Régis[4] ;
  - statue : Vierge assise avec anges[5].
- Seau à eau bénite et goupillon[6] ;
- calice et patène[7] ;
- chaire à prêcher[8] ;
- ensemble de dix stalles[9] ;
- tableau : Descente de croix[10].

## Protection
L'église avec l'ancien magasin de marché sont inscrits au titre des monuments historiques par arrêté du 24 novembre 1995.